# Eustala rosae
Eustala rosae là một loài nhện trong họ Araneidae.
Loài này thuộc chi Eustala. Eustala rosae được Ralph Vary Chamberlin & Wilton Ivie miêu tả năm 1935.